# Ophichthus tsuchidae
Ophichthus tsuchidae är en fiskart som beskrevs av Jordan och Snyder, 1901. Ophichthus tsuchidae ingår i släktet Ophichthus och familjen Ophichthidae. Inga underarter finns listade i Catalogue of Life.